# Glukoza-1,6-bisfosfat sintaza
Glukoza-1,6-bisfosfat sintaza (EC 2.7.1.106, glukoza 1,6-difosfatna sintaza, glukoza-1,6-bisfosfatna sintetaza, 3-fosfo--gliceroil-fosfat:D-glukoza-1-fosfat 6-fosfotransferaza) je enzim sa sistematskim imenom 3-fosfo--gliceroil-fosfat:alfa-D-glukoza-1-fosfat 6-fosfotransferaza. Ovaj enzim katalizuje sledeću hemijsku reakciju
3-fosfo--gliceroil fosfat + alfa--glukoza 1-fosfat {\displaystyle \rightleftharpoons } 3-fosfo-D-glicerat + alfa--glukoza 1,6-bisfosfat
D-glukoza 6-fosfat može da deluje kao akceptor, pri čemu se formira alfa-D-glukoza 1,6-bisfosfat.

## Literatura
- Nicholas C. Price; Lewis Stevens (1999). Fundamentals of Enzymology: The Cell and Molecular Biology of Catalytic Proteins (Third изд.). USA: Oxford University Press. ISBN 019850229X.
- Eric J. Toone (2006). Advances in Enzymology and Related Areas of Molecular Biology, Protein Evolution (Volume 75 изд.). Wiley-Interscience. ISBN 0471205036.
- Branden C; Tooze J. Introduction to Protein Structure. New York, NY: Garland Publishing. ISBN 0-8153-2305-0.
- Irwin H. Segel. Enzyme Kinetics: Behavior and Analysis of Rapid Equilibrium and Steady-State Enzyme Systems (Book 44 изд.). Wiley Classics Library. ISBN 0471303097.
- William P. Jencks (1987). Catalysis in Chemistry and Enzymology. Dover Publications. ISBN 0486654605.

## Spoljašnje veze
- Glucose-1,6-bisphosphate+synthase на 